# Roperuelos del Páramo
Roperuelos del Páramo là một đô thị trong tỉnh León, Castile và León, Tây Ban Nha. Theo điều tra dân số 2004 (INE), đô thị này có dân số là 737 người.